# سورة العنكبوت
سورة العنكبوت سورة مكية ماعدا الآيات من (1 إلى 11) فمدنية. وهي من المثاني، وآياتها 69 آية. وترتيبها 29، في الجزء العشرين، وقد جاء ترتيبها بالقران قبل سورة الروم، ونزلت بعد سورة القصص، بدأت السورة بحروف مقطعة ﴿الم ۝١﴾ [العنكبوت:1].

## التسمية
سميت سورة العنكبوت لورود اسم العنكبوت فيها، حيث ضرب الله مثلا للأصنام المنحوتة والآلهة المزعومة بالعنكبوت قال تعالى: ﴿مَثَلُ الَّذِينَ اتَّخَذُوا مِنْ دُونِ اللَّهِ أَوْلِيَاءَ كَمَثَلِ الْعَنْكَبُوتِ اتَّخَذَتْ بَيْتًا وَإِنَّ أَوْهَنَ الْبُيُوتِ لَبَيْتُ الْعَنْكَبُوتِ لَوْ كَانُوا يَعْلَمُونَ ۝٤١﴾ [العنكبوت:41]. موضوعها العقيدة ومحور السورة يدور حول الإيمان.

## مناسبة السورة لما قبلها
تظهر صلة هذه السورة بما قبلها في بيان أمثلة واقعية من الصراع بين الحق والباطل، وبين الضعف والقهر، وبين أثر الصمود والصبر على الإيمان وأثر الانسلاخ منه، ففي سورة القصص ذكر الله تعالى استعلاء فرعون وجبروته، وتفريقه الناس شيعا، واستضعافه بني إسرائيل بذبح أبنائهم واستحياء نسائهم، ونجاة موسى عليه السلام مع قومه، ونصره على الطغاة وإغراقهم، وفي هذه السورة ذكر الله قصة المسلمين في مكة الذين فتنهم المشركون عن دينهم، وعذبوهم على الإيمان بنحو أقل من تعذيب فرعون بني إسرائيل، حثا لهم على قوة التحمل والصبر.
كما أن بين السورتين تشابها في الإشارة إلى موضوع الهجرة، ففي خاتمة القصص الإشارة إلى هجرة النبي صلى الله عليه وسلم: إن الذي فرض عليك القرآن لرادك إلى معاد وفي خاتمة هذه السورة الإشارة إلى هجرة المؤمنين: يا عبادي الذين آمنوا إن أرضي واسعة فإياي فاعبدون.
ثم إنه تعالى لما قال في آخر السورة المتقدمة: كل شيء هالك إلا وجهه وأعقبه بما يبطل قول منكري الحشر: له الحكم وإليه ترجعون رد في مطلع هذه السورة على منكري الحشر القائلين: لا فائدة في التكاليف إذ لا مرجع بعد الهلاك والزوال، ومضمون الرد أن للتكليف فائدة وهي أن يثيب الله الشكور ويعذب الكفور.

## سبب النزول
1- سبب نزول الآية الثانية وهي ﴿أحسب الناس﴾ [العنكبوت:2] …: قال الشعبي: «أنزلت في أناس بمكة قد أقروا بالإسلام، فكتب إليهم أصحاب رسول الله ﷺ بالمدينة إنه لا يقبل منكم إقرار ولا إسلام حتى تهاجروا، فخرجوا عامدين إلى المدينة فتبعهم المشركون فآذوهم فردوهم. فنزلت هذه الآية، فكتبوا إليهم إنه قد نزل فيكم كذا وكذا، فقالوا: نخرج فإن اتبعنا أحد قاتلناه، فخرجوا فاتبعهم المشركون فقاتلوهم فمنهم من قتل ومنهم من نجا، فأنزل الله ﴿ثم إن ربك للذين هاجروا﴾ [النحل:110] …».
2- سبب نزول الآية الثامنة: عن سعد بن أبي وقاص قال: «قالت أم سعد: قد أمر الله بالبر؟ والله لا أطعم طعاما ولا أشرب شرابا حتى أموت أو تكفر بمحمد، فنزلت الآية». وفي رواية عن سعد: «كنت بارا بأمي فأسلمت، فقالت: لتدعن دينك أو لا آكل ولا أشرب حتى أموت، فتعير بي ويقال: يا قاتل أمه، وبقيت يوما فيوما دون طعام أو شراب، فقلت لها: يا أماه، والله لو كان لك مائة نفس تخرج نفسا نفسا ما تركت ديني هذا، فإن شئت فكلي وإن شئت فلا تأكلي، فلما رأت ذلك أكلت، ونزلت: ﴿وإن جاهداك﴾ [العنكبوت:8] …».

## مقاصد السورة وأهدافها
قال البقاعي في ذكره لمقاصد سورة العنكبوت: «مقصودها الحث على الاجتهاد في الأمر بالمعروف، والنهي عن المنكر، والدعاء إلى الله تعالى وحمده من غير فترة من غير تعريج على غيره سبحانه أصلاً».
ومن أهداف السورة موضوعاتها:
1. بيان حقيقة الإيمان، وسنّة الابتلاء والفتنة للناس جميعاً، فليس الإيمان مجرد كلمة تقال باللسان، إنما هو صبر على المكاره والثبات في المحن.
2. بيان قوة الإيمان عند المؤمنين من الأنبياء والصالحين، وتحملهم للعقبات التي تواجههم في طريق الدعوة وتبيلغ الرسالة.
3. الدعوة إلى توحيد الله وحده لا شريك له، وبيان قوى الباطل وهوان الشرك وأهله، وقدرة الله تعالى على أخذ الظالمين بذنوبهم.[6]